# 萬福寺 (さいたま市)
萬福寺（まんぷくじ）は、埼玉県さいたま市桜区にある日蓮宗の寺院。

## 歴史
1409年（応永16年）、周如院日性によって開山された。日性は元々日蓮宗の僧侶ではなかったが、日英の折伏により帰伏・弟子入りし、日蓮宗に改宗した。日性は後に日英が開いた同市中央区の妙行寺の第2世住職となっている。
当寺は寺運衰微していたが、大正時代末期に妙慈院日摂が住職に赴任し、復興していった。

## 交通アクセス
- 中浦和駅より徒歩12分。